# Gianluigi Donnarumma
Gianluigi „Gigio“ Donnarumma (* 25. Februar 1999 in Castellammare di Stabia) ist ein italienischer Fußballtorwart. Er stand zuletzt bei Paris St. Germain unter Vertrag und spielt seit 2016 für die A-Nationalmannschaft, mit der er 2021 Europameister wurde. Im Jahr 2021 wurde Donnarumma als IFFHS-Welttorhüter des Jahres ausgezeichnet und gewann in derselben Rubrik die Jaschin-Trophäe von France Football.

## Karriere

### Verein

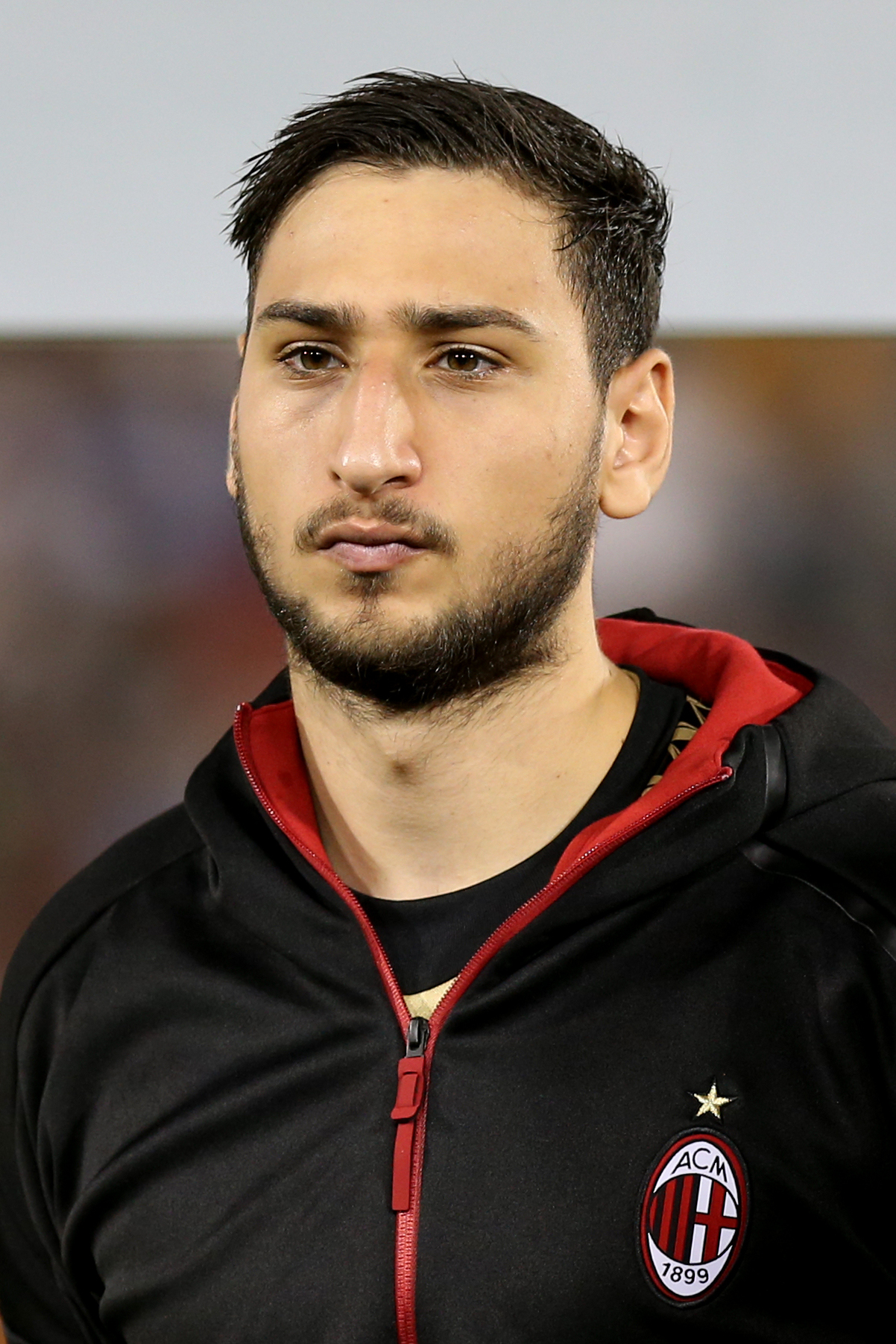
Donnarumma bei AC Mailand (2016)

Donnarumma wurde bei Club Napoli in seiner Geburtsstadt Castellammare di Stabia im Großraum Neapel ausgebildet und 2013 im Alter von 14 Jahren von der AC Mailand verpflichtet. Bei den Mailändern rückte er zur Saison 2015/16 in den Kader der ersten Mannschaft auf. Am 25. Oktober 2015 kam er im Alter von 16 Jahren und 8 Monaten beim 2:1-Heimsieg gegen die US Sassuolo Calcio unter Trainer Siniša Mihajlović zu seinem Ligadebüt und war fortan Stammtorwart. Damit ist er der jüngste Torhüter mit einem Startelfeinsatz in der Geschichte der Serie A. In seiner ersten Spielzeit kam Donnarumma auf 30 Einsätze, in denen er 29 Gegentore kassierte. Anfang Oktober 2016 wurde Donnarumma von der britischen Tageszeitung The Guardian als bestes Talent des Jahrgangs 1999 ausgezeichnet. In den Spielzeiten 2016/17 und 2017/18 stand er jeweils in jedem Ligaspiel über die volle Zeit auf dem Feld und belegte mit Milan in beiden Saisons den sechsten Platz der Meisterschaft. So sammelte er 2017/18 in der Europa League nach geglückten Qualifikationsspielen erste Erfahrungen auf internationaler Vereinsebene. Sein bis 30. Juni 2021 datierter Vertrag wurde nicht verlängert.
Zur Saison 2021/22 wechselte Donnarumma in die französische Ligue 1 zu Paris Saint-Germain. Der 22-Jährige unterschrieb einen Vertrag bis zum 30. Juni 2026. Ende November 2021 wurde er zum IFFHS-Welttorhüter des Jahres gewählt. Kurz darauf wurde Donnarumma von France Football mit der Jaschin-Trophäe als „Welttorhüter des Jahres“ ausgezeichnet. Zudem wurde er als einziger Torhüter für den Ballon d’Or 2021 nominiert und erreichte den 10. Platz. Bei der Wahl zum FIFA-Welttorhüter des Jahres musste er allerdings Édouard Mendy den Vortritt lassen. In seiner ersten Saison gewann Donnarumma mit Paris die französische Meisterschaft.
Nachdem Donnarumma in der Aufstellung für den UEFA Super Cup 2025 nicht genannt wurde, verkündete er seinen Abgang von Paris.

### Nationalmannschaft

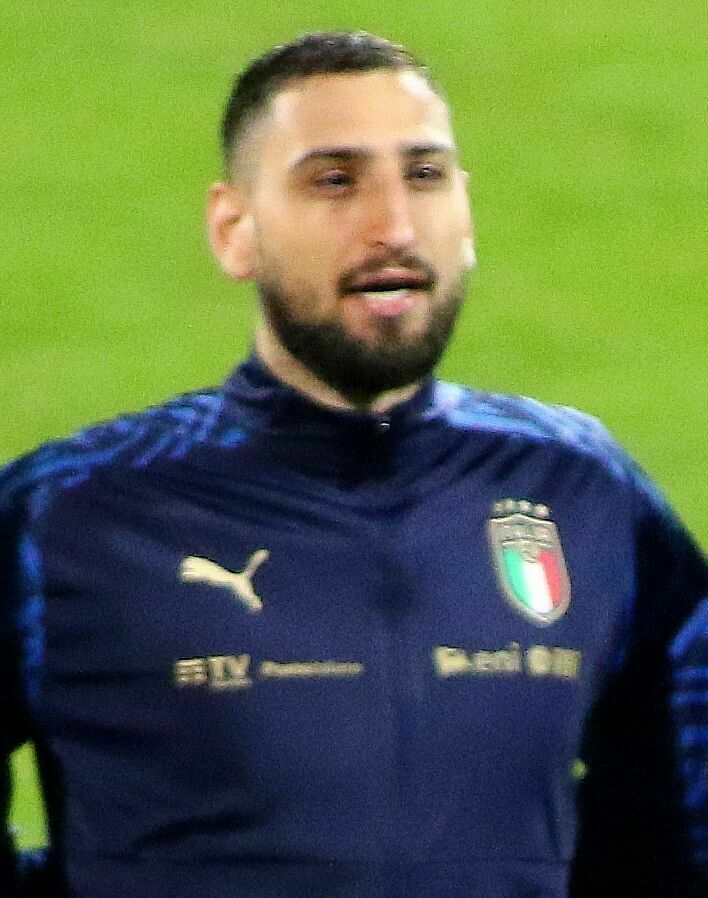
Donnarumma in der Nationalmannschaft (2021)

Donnarumma spielte viermal für die U15 des italienischen Fußballverbandes. Mit der U17-Nationalmannschaft nahm er im Mai 2015 an der U17-Europameisterschaft in Bulgarien teil. Er kam in allen fünf Spielen seiner Mannschaft zum Einsatz und kam bis ins Viertelfinale.
Anfang November 2015 wurde Donnarumma von Trainer Luigi Di Biagio erstmals für die U21-Nationalmannschaft nominiert und debütierte am 24. März 2016 beim 4:1-Sieg gegen Irland. Im Juni 2017 nahm er mit der Mannschaft an der U21-Europameisterschaft in Polen teil und erreichte mit ihr das Halbfinale.
Am 1. September 2016 spielte Donnarumma bei der 1:3-Niederlage im Freundschaftsspiel gegen Frankreich erstmals für die A-Nationalmannschaft, nachdem er zur zweiten Halbzeit für Gianluigi Buffon eingewechselt worden war. Damit war er mit 17 Jahren der bisher jüngste Torhüter, der in einem A-Länderspiel für Italien zum Einsatz kam und der jüngste Spieler seit 105 Jahren. Seit Buffons Rücktritt im Mai 2018 ist Donnarumma Stammtorwart der Italiener. Bei der siegreichen Europameisterschaft 2021 stand er im italienischen Kader. Dort übertraf er im Achtelfinalspiel gegen Österreich mit einer Serie von 1144 Minuten ohne Gegentor in Länderspielen den knapp 40 Jahre alten Rekord, den sein Landsmann Dino Zoff aufgestellt hatte. Im selben Spiel endete kurz vor Abpfiff der Verlängerung die Serie nach 1168 Minuten durch ein Tor des Österreichers Saša Kalajdžić, Italien erreichte mit einem 2:1-Sieg jedoch das Viertelfinale und gewann das Turnier im Finale im Elfmeterschießen gegen England. Donnarumma wurde als erster Torhüter überhaupt zum besten Spieler des Turniers gewählt. Folgerichtig wurde er auch in das Team des Turniers gewählt.

## Titel und Auszeichnungen

### Nationalmannschaft
- Europameister: 2021

### Vereine
International
- Champions-League-Sieger: 2025 (Paris Saint-Germain)

Italien
- Supercupsieger: 2016 (AC Mailand)

Frankreich
- Meister (4): 2022, 2023, 2024, 2025 (alle Paris Saint-Germain)
- Pokalsieger (2): 2024, 2025 (alle Paris Saint-Germain)
- Supercupsieger (3): 2022, 2023, 2024 (alle Paris Saint-Germain)

### Auszeichnungen
- IFFHS-Welttorhüter des Jahres: 2021
- Jaschin-Trophäe („Welttorhüter des Jahres“): 2021
- Nominierung für den Ballon d’Or: 2021 (10. Platz)

- FIFA FIFPro World XI: 2021
- Wahl in das Team des Turniers der Europameisterschaft 2021
- Bester Spieler der Europameisterschaft: 2021
- Verdienstorden der Italienischen Republik (Ritter) – für den Gewinn der Europameisterschaft 2021[13]
- Bester Torhüter der Serie A: 2020/21
- Team des Jahres der Serie A: 2020, 2021
- Bester U21-Fußballer Italiens (Italian Golden Boy): 2019[14]
- Nominierung für die Kopa-Trophäe: 2018 (4. Platz)
- Gazzetta Sports Award 2016: „Entdeckung des Jahres“
- Bester Torhüter der Ligue 1: 2021/22, 2023/24

## Privates
Sein Vorbild ist Gianluigi Buffon. Donnarummas älterer Bruder Antonio (* 1990) ist ebenfalls Torhüter.